# Croydon
Croydon

Vist i Greater London
| Status                | Bydel i London og by (town) |
| Areal:                | 86,52 km²                   |
| Befolkning:           | 336.583 (2002)              |
| Befolkningstæthed:    | 3890 pr. km²                |
| ONS-kode:             | 00AH                        |
| Adm. center:          | Croydon / London            |
| Adm. grevskab:        | Greater London              |
| Ceremonielt grevskab: | Greater London              |
|                       |                             |
| Region:               | Greater London              |
|                       |                             |

Croydon (officielt: The London Borough of Croydon) er en by i Greater London. Den administreres som en af Londons bydele, og er den største af disse efter befolkning. Den tilhørte tidligere Surrey, men i 1889 blev den en selvstændig enhed. I 1965 blev den indlemmet i Greater London, og distrikterne Coulsdon og Purley blev indlemmet i byen. Den har siden 2001 haft en egen byregering, som kommer i tillæg til Londons myndigheder.

## Geografi
Croydon ligger omkring 16 km syd for London centrum, ved et af stederne hvor floden Wandle har sit udspring. Lige syd for byen er en åbning i North Downs, som meget af transporten mellem London og sydkysten går gennem. Den gamle vej mellem London og Brighton, A23, gik gennem byen tidligere, og er nu lagt på vestsiden for at spare centrum for trafik.

## Steder i Croydon
- Addington
- Addiscombe
- Broad Green
- Coombe
- Coulsdon
- Forestdale
- Kenley
- New Addington
- Norbury
- Purley
- Sanderstead
- Selhurst
- Selsdon
- Shirley
- South Croydon
- South Norwood
- Thornton Heath
- Upper Norwood
- Waddon
- West Croydon
- Woodcote
- Woodside

51°22′16″N 0°05′56″V / 51.3711°N 0.0989°V